# Havyard 923
Havyard 923 bezeichnet einen aus vier Einheiten bestehenden Passagierschiffstyp. Die Schiffe werden von der norwegischen Reederei Havila Kystruten auf der Kystruten zwischen Bergen und Kirkenes betrieben.

## Geschichte
Von dem Schiffstyp wurden vier Einheiten für die Reederei Havila Kystruten gebaut. Der Schiffsentwurf stammte von Havyard Design & Solutions. Das mittlerweile als HAV Design firmierende Unternehmen gehört über die HAV Group mehrheitlich zur Havila Group, die auch die Mehrheit an Havila Kystruten hält.
Die Aufträge für je zwei Einheiten wurden an die spanische Werft Hijos de J. Barreras und die türkische Werft Tersan Shipyards vergeben, nachdem zunächst der Bau von zwei Einheiten auf Werften der Havyard-Gruppe in Norwegen geplant war. Die Schiffe sollten ursprünglich im dritten und vierten Quartal 2020 abgeliefert werden, um zur Betriebsaufnahme am 1. Januar 2021 zur Verfügung zu stehen.
Beim Bau der beiden bei Hijos de J. Barreras bestellten Schiffe, die dort unter den Baunummern 1710 und 1711 auf Kiel gelegt wurden, kam es zu Schwierigkeiten, die zu Unterbrechungen beim Bau führten. Im Herbst 2019 wurde der Bau von der Werft, die sich in finanziellen Schwierigkeiten befand, eingestellt und die Bauverträge später gekündigt. Die Rohbauten wurden Anfang 2020 zur Tersan-Werft geschleppt und dort komplettiert.
Auch beim Bau der Schiffe auf der Tersan-Werft kam es zu Verzögerungen, die hier in erster Linie Lieferengpässen und Personalmangel im Zusammenhang mit der COVID-19-Pandemie geschuldet waren. Das erste Schiff der Serie, die Havila Capella, wurde schließlich am 12. Dezember 2021 auf der Hurtigruten in Dienst gestellt. Die Havila Castor als zweites Schiff folgte am 10. Mai 2022. Infolge der von der EU im Zusammenhang mit dem russischen Überfall auf die Ukraine gegen ein russisches Unternehmen erlassenen Sanktionen, musste die Havila Capella im April 2022 vorübergehend aus der Fahrt genommen werden. Dem Unternehmen gehört der in Hongkong ansässige Leasinggeber des Schiffes. Dies führte dazu, dass die Versicherungsgesellschaft, bei der das Schiff versichert ist, den Versicherungsvertrag aussetzte. Das Schiff konnte erst im Juni 2022 wieder in Fahrt gesetzt werden. Havila Polaris und Havila Pollux als verbliebene Einheiten sollten zunächst im Sommer 2022 in Dienst gestellt werden. Auch hier kam es weiter zu Verzögerungen, unter anderem auch infolge des Erdbebens in der Türkei und Syrien am 6. Februar 2023. Beide Schiffe wurden schließlich am 1. August 2023 abgeliefert und im Laufe des Monats auf der Hurtigruten in Dienst gestellt.
Die Havila Capella als Typschiff der Serie wurde 2022 auf der Fachmesse NOR-Shipping für ihr Antriebskonzept mit dem „Next Generation Ship Award“ ausgezeichnet.

## Beschreibung
Die Schiffe verfügen über einen gaselektrischen Hybridantrieb mit zwei elektrisch mit jeweils 2700 kW Leistung angetriebenen Propellergondeln von Kongsberg Maritime. Die Propellergondeln sind mit Zug-Verstellpropellern ausgestattet. Für die Stromerzeugung stehen insgesamt vier Generatoren zur Verfügung, die von Bergen-Engines-Gasmotoren angetrieben werden, zwei Neunzylindermotoren des Typs C26:33L-9 mit jeweils 2330 kW und zwei Sechszylindermotoren des Typs C26:33L-6 mit jeweils 1550 kW Leistung. Die Motoren werden mit Flüssigerdgas bzw. Flüssigbiogas angetrieben. Für das Flüssiggas stehen zwei Tanks mit einer Kapazität von zusammen 363 m³ zur Verfügung. Durch den Antrieb mit Flüssigerdgas werden im Vergleich zum Antrieb mit Dieselkraftstoff weniger CO2 und weniger NOx emittiert. Sie sind auf einen späteren Betrieb mit Wasserstoff oder Ammoniak als Treibstoff vorbereitet. Die Motoren sind mit einem System zur Wärmerückgewinnung ausgerüstet, das für die Heizung und Warmwassererzeugung an Bord verwendet wird. Der Notgenerator wird von einem MAN-Dieselmotor des Typs D2862LE4 angetrieben. Die Schiffe sind mit zwei elektrisch angetriebenen Bugstrahlrudern von Kongsberg Maritime ausgestattet.
Die Schiffe verfügen als Energiespeicher über je zwei Akkumulatorbänke mit jeweils 6102 kWh. Die Akkumulatoren werden im Betrieb von den Generatoren geladen. Weiterhin verfügen die Schiffe über Landstromanschlüsse, über die die Akkumulatoren in den Häfen geladen werden können und der Bordbetrieb bei abgeschalteten Motoren aufrechterhalten werden kann. Die Schiffe können vier Stunden vollelektrisch betrieben werden.
Die Schiffe verfügen über neun Decks. Die Einrichtungen für die Passagiere sind auf den Decks 4 bis 9 untergebracht. Die Passagierkabinen befinden sich auf den Decks 4, 5, 7 und 8. Ein Großteil der Kabinen sind Außenkabinen. Insgesamt stehen 179 Kabinen für die Passagiere zur Verfügung, in denen 468 Personen untergebracht werden können (14 Vierbettkabinen, 42 Zweibettkabinen, die über zwei zusätzliche Betten verfügen und somit auch als Vierbettkabinen genutzt werden können und 122 Zweibettkabinen). Weiterhin ist auf Deck 4 ein Bereich mit Ruhesesseln eingerichtet. Die Passagierkapazität der Schiffe beträgt 640 Personen. An Bord stehen zwei Restaurants und ein Cafe, Aufenthaltsräume für die Passagiere, ein Auditorium, ein Geschäft, ein Fitness- und Saunabereich sowie Außenbereiche, darunter ein Bereich mit Whirlpools, zur Verfügung. Die Brücke ist auf Deck 8 untergebracht. An Bord können neun Pkw mitgeführt werden. Aus Sicherheitsgründen transportiert die Reederei keine Elektroautos oder Autos mit Hybrid- oder Wasserstoffantrieb. Für die Schiffsbesatzung stehen 62 Kabinen auf den Decks 2, 3 und 8 zur Verfügung, in denen 76 Personen untergebracht werden können. Zur Verringerung der Schiffsbewegungen bei Seegang sind die Schiffe mit Flossenstabilisatoren ausgestattet.

## Schiffe
| Bauname        | Baunummer | IMO-Nummer | Kiellegung Stapellauf Ablieferung                  |
| -------------- | --------- | ---------- | -------------------------------------------------- |
| Havila Capella | 1093      | 9865570    | 6. Februar 2019 4. September 2020 4. November 2021 |
| Havila Castor  | 1094      | 9865582    | 6. Februar 2019 4. September 2020 22. April 2022   |
| Havila Polaris | 1103      | 9946910    | 27. November 2020 6. Dezember 2021 1. August 2023  |
| Havila Pollux  | 1104      | 9946922    | 27. November 2020 6. Dezember 2021 1. August 2023  |

Die nach Sternen benannten Schiffe fahren unter der Flagge Norwegens, Heimathafen ist Fosnavåg.